# Natroalunita
La natroalunita es un sulfato de aluminio y sodio con hidroxilos, y fue descrita por Schaller en 1911 como una nueva especie mineral a partir de ejemplares obtenidos en el distrito minero de Red Mountain, condado de Ouray, Colorado, USA. El nombre deriva del de la alunita, ya que su composición y estructura se corresponde con las de este mineral, substituyendo el potasio por el sodio.
Antes de la descripción formal de Schaller, ya se conocía la existencia de ejemplares de lo que se suponía alunita con un contenido de sodio superior al de potasio, pero sin considerar que se tratara de una especie distinta y nueva. En 1910, Salvador Calderón la describió en su libro Los Minerales de España con el nombre de almeriita, a partir de ejemplares obtenidos en Adra (Almería), pero  su propuesta no fue tenida en cuenta.

## Propiedades físicas y químicas
La natroalunita suele aparecer como masas compactas de aspecto microgranudo o aporcelanado, blanca o de colores claros. Cuando es muy compacta y de grano muy fino, acepta bien el pulido, pudiendo utilizarse como gema para elaborar cabujones. También se encuentra en masas terrosas y como microcristales de aspecto tabular, formados por la combinación de dos romboedros. En este caso muestra exfoliación patente según {0001}.
Es  el análogo de  aluminio de la natrojarosita, y el término con el sodio dominante sobre el potasio en la serie alunita-natroalunita, por lo que siempre contiene mayor o menor cantidad de potasio. También se ha encontrado natroalunita con un cierto contenido de estroncio.

## Yacimientos
La natroalunita es mucho menos frecuente que su equivalente con potasio, la alunita, aunque se conoce en más de un centenar de localidades. En Argentina se ha encontrado en el yacimiento polimetálico de Pingüino, en el macizo del Deseado, Patagonia, como masas blanquecinas. En Chile aparece, junto con muchos otros sulfatos, en la mina Tambo, en Elqui, Coquimbo.  En 1931 se encontró en un cerro próximo a la ciudad de Salamanca, en Chile, un mineral de aluminio, con aspecto de masas compactas y tenaces, que al ser considerado nuevo recibió el nombre de alkanasul, pero que realmente es un intermedio de la serie alunita-natroalunita. En España, se ha encontrado  en forma terrosa (almeriita) en Adra (Almería), y en forma compacta en Sierra Almagrera, Cuevas del Almanzora (Almería), en Purroy, Morés (Zaragoza), y en El Castillo, Nogueras (Teruel).